# Кевін Сміт (новозеландський актор)
Кевін Тод Сміт (нар. 16 березня 1963, Окленд, Нова Зеландія — 15 лютого 2002, Пекін, Китай) — новозеландський актор та музикант. Найвідоміший завдяки ролі грецького бога війни Ареса в телесеріалах «Геркулес: Легендарні подорожі», «Ксена: принцеса-воїн» та «Молодий Геркулес».

## Ранні роки
Народився в Окленді в 1963 році. Його мати була тонганського та німецького походження, а батько походив з Нової Зеландії. Родина Сміта переїхала в місто Тімару на Південному острові, коли йому було одинадцять. Він відвідував середню школу для хлопчиків Тімару з 1976 до 1979 року. Брав участь у драматичному гуртку своєї школи.
У середній школі Сміт виступав у рок-н-рольних групах, щоранку займався в спортзалі та дивився телевізор у другій половині дня. Він малював і грав у регбі та сподівався стати членом всесвітньо відомої команди Нової Зеландії з регбі «All Blacks».
У 17-річному віці Сміт переїхав до Крайстчерча, де мешкав у квартирі над фруктовим магазином, працював на різних роботах і розглядав можливість приєднатися до лав поліції, щоб допомагати дітям, перш ніж вступити до Кентерберійського університету у віці 20 років. 1986 року він одружився зі своєю шкільною коханою Сюзанною (Сью). У пари народилося троє синів: Оскар, Тайрон та Віллард.

## Кар'єра
Кевін був учасником декількох експериментальних груп «lo-fi» у Новій Зеландії та випустив кілька альбомів із «Say Yes to Apes» та «Hyphen-Ears» у середині 1980-х.
У 1987 році, дружина Сміта побачила оголошення про кастинг для гастрольного триб'юту Елвіса Преслі «Are You Lonesome Tonight» і записала Кевіна на прослуховування. Йому дісталася роль охоронця ДжоДжо. Пізніше, того ж року, Сміт приєднався до театру «Крайстчерч Корт» і протягом наступних трьох років виступав на сцені в різних ролях, зокрема Дона Педро в «Багато шуму з нічого» Шекспіра та Стенлі Ковальскі в «Трамваї Бажання» Теннессі Вільямса.
У 1989 році Сміт став співзасновником театрально-спортивної групи в Крайстчерчі «Scared Scriptless». Того ж року він отримав роль «поганого хлопця» Деміана Вермеера в новозеландській мильній опері «Глянець» і переїхав до Окленду, щоб працювати над останнім сезоном серіалу.
У 1993 році Сміт зіграв Лоуренса Хейса у фільмі «Відчайдушні ліки». Потім він з'явився в ролі Пола Косіка в останніх двох сезонах драми «Марлін Бей». За цю роль він здобув премію Нової Зеландії в галузі кіно і телебачення 1995 року як найкращий актор другого плану. Він брав участь у кастингу на головну роль у великобюджетному бойовику Paramount «Привид», але врешті роль дісталася Біллі Зейну.  
Також у 1995 році Сміт з'явився в «Геркулесі» як зведений брат Геракла, Іфікл. Пізніше він приєднався до акторського складу фільму «Ксена: принцеса-воїн» у ролі Ареса, яку він згодом зіграв також у фільмах «Геркулес" і "Молодий Геркулес». Як небезпечно спокусливий грецький бог війни, Сміт здобув багато шанувальників з усього світу.
Після знімання у серіалах «Ксена», «Геркулес» та «Молодий Геркулес», Сміт також з'являвся в інших телевізійних шоу та фільмах, зокрема як ветеран В'єтнаму в повнометражному фільмі «Дитина, що ведеться» та як детектив Джон Лоулесс у трьох телевізійних фільмах: «Лоулесс» (1999), «Лоулесс 2: Мертвий». Докази (2000) і Лоулесс 3: Поза межами правосуддя (2001). У псевдодокументальному фільмі «Любовна мідія» (2001) він зіграв самого себе.

## Смерть
У 2002 році актор поїхав до Китаю на знімання американсько-китайського фільму про бойові мистецтва «Воїни доброчесності 2».
6 лютого 2002 року Сміт завершив свою роботу на знімальному майданчику в Шицзячжуан, за 270 км на південний захід від Пекіну. Після святкування з персоналом Пекінської кіностудії та очікування повернення до готелю він вирішив прогулятися територією кіностудії «Central China Television» та піднявся на опорну вежу на знімальному майданчику іншого фільму.
Актор втратив рівновагу і впав отримавши важку травму голови. Співробітники терміново доставили Сміта до місцевої лікарні, а потім перевезли до Пекіну. Він впав у кому, його тримали на апараті життєзабезпечення протягом десяти днів, однак це не допомогло. Кевін Сміт помер 15 лютого, не приходячи до тями.
Сміта поховали на приватній церемонії 28 лютого 2002 року. Того ж дня, на меморіальній службі, було оголошено про заснування фонду Кевіна Сміта для його дітей, на якій були присутні його давні друзі, акторська спільнота Нової Зеландії та тисячі людей з Окленду.
У першу річницю смерті актора на TV2 показали телевізійний документальний фільм присвячений життю та кар'єрі Сміта «Пам'ятаючи Кева: Шана Кевіну Сміту».

## Фільмографія
| Рік  | Фільм | Роль               | Примітка               |
| ---- | --- | ------------------ | ---------------------- |
| 1987 | Gloss (Глянець)                                                                                          |                    |                        |
| 1991 | Mon Désir (Моє бажання)                                                                                  |                    |                        |
| 1991 | Away Laughing (В гостях, сміючись)                                                                       | Різні персонажі    |                        |
| 1992 | Shortland Street (Шортленд Стріт)                                                                        | Джед               |                        |
| 1993 | Desperate Remedies (Відчайдушні ліки)                                                                    | Лоуренс            |                        |
| 1994 | Kevin Rampenbacker and the Electric Kettle (Кевін Рампенбакер і електричний чайник)                      |                    |                        |
| 1994 | Marlin Bay (Марлін Бей)                                                                                  | Пол                |                        |
| 1995 | Hercules: The Legendary Journeys (Геркулес: Легендарні подорожі)                                         | Арес/Іфікл         | (1995—1999)            |
| 1995 | Xena: Warrior Princess (Ксена: Принцеса воїн)                                                            | Арес               | (1995—2001)            |
| 1996 | McLeod's Daughters (Доньки Маклеода)                                                                     | Род                | TБ                     |
| 1998 | Young Hercules (Молодий Геркулес)                                                                        | Арес               | (1998—1999)            |
| 1998 | Flatmates (Квартирні сусідки)                                                                            | TБ                 |                        |
| 1998 | Hercules and Xena — The Animated Movie: The Battle for Mount Olympus (Геркулес і Ксена — Битва за Олімп) | Арес (голос)       | безпосередньо на відео |
| 1998 | Young Hercules (Молодий Геркулес)                                                                        | Арес/Пеллас        | TБ                     |
| 1999 | Channelling Baby (Крихітка Ченнелінг)                                                                    | Джефф              |                        |
| 1999 | Lawless (Лоулесс)                                                                                        | Джон Лоулесс       | TБ                     |
| 2000 | Lawless: Dead Evidence (Лоулес: Мертві докази)                                                           | Джон Лоулесс       |                        |
| 2000 | Jubilee (Ювілейний)                                                                                      | Макс Седдон        |                        |
| 2001 | The Meeting (Зустріч)                                                                                    | Wallace Greenway   |                        |
| 2001 | Lawless: Beyond Justice (Лоулесс: По той бік справедливості)                                             | Джон Лоулесс       |                        |
| 2001 | Love Mussel (Любовна мідія)                                                                              | зіграв самого себе | TБ                     |
| 2002 | Warriors of Virtue: The Return to Tao (Воїни доброчесності: Повернення до Дао)                           | Догон              |                        |
| 2003 | Riverworld (Річковий світ)                                                                               | Вальдемар          | TБ (голос)             |

## Дискографія

### Альбоми з «Say Yes to Apes»
- 1983 Who's That
- 1983 Knife (сингл)
- 1984 So Who Owns Death TV?

### Альбоми з «Hyphen-Ears»
- 1984 What Are Stars? The Stars Are What Separates Us from the Animals You Sonovabitch!